# Heden, Söderhamns kommun
Heden är en by i Söderala socken i Söderhamns kommun i Hälsingland.

## Orten i litteraturen
Författaren och historikern Olle Häger beskriver i sin bok Bondens år och bagarens bilder (1987) byns historia baserad på dagboksanteckningar gjorda mellan 1897 och 1934 av bonden Sven Englund